# Paul Lepage
Paul Lepage (Berchem, 6 november 1888 – Antwerpen, 12 december 1957) was een Belgisch uitgever van muziek door Vlaamse componisten.

## Levensloop
Lepage was de zoon van een Waalse rijksambtenaar uit Aarlen en een kunstzinnige Duitse moeder uit Dortmund. Hij werd in het Frans opgevoed en werd Vlaamsgezind onder de invloed van zijn leraar Nederlands aan het Antwerpse atheneum, Pol de Mont. In 1907 werd hij ambtenaar bij 'Bruggen en Wegen' en verwekte al direct ongenoegen bij zijn hiërarchie door te eisen dat de briefwisseling met zijn dienst in Antwerpen in het Nederlands moest zijn. 
Na zanglessen te hebben gevolgd aan het Antwerpse Koninklijk Conservatorium, begon hij, samen met Jos Watelet als pianist, concerten te geven met uitsluitend Vlaamse muziek. Hij was een van de medestichters van de Groeningerwacht en kwam in contact met August Borms. Daaruit groeide de groep Pro Weslandia, met als doel het ondernemen van concertreizen in Frans-Vlaanderen en Zuid-West-Vlaanderen met hoogstaand Nederlandstalig werk. 
In 1912 stichtte hij in Mechelen, samen met zanger Tony Magnus, de liederenuitgaven Voor Taal en Volk, gericht op werk van jonge Vlaamse componisten (Jef van Hoof, August De Boeck, Arthur Meulemans, Renaat Veremans).
Tijdens de Eerste Wereldoorlog verbleef hij in Nederland en hield zich bezig met het Werk voor Belgische Vluchtelingen. Hij gaf talloze zangavonden, waarmee hij het werk van Vlaamse componisten in Nederland propageerde. Na de oorlog was hij voorzitter van Het Vlaamsche Front in Berchem (1922-1930) en leider van de Liederavonden voor het volk. 
In 1920 vatte hij zijn levenswerk aan: de oprichting, samen met Jos Watelet, van de muziekuitgeverij De Ring. Van 1922 tot 1937 publiceerde de uitgeverij meer dan driehonderd liederen, piano- en orgelwerken, uitsluitend van Vlaamse componisten. 
Vanaf 1930 werd, in samenwerking met de Vereniging voor muziekgeschiedenis, een reeks zeventiende- en achttiende-eeuwse partituren uitgegeven, gewijd aan Zuid-Nederlandse componisten, onder de naam Monumenta musicae belgicae.
De uitgeverij werd na zijn dood niet meer verder gezet.